# Волинське воєводство (1566—1795)
Воли́нське воєво́дство (лат. Palatinatus Volhynensis, пол. Województwo wołyńskie) — адміністративно-територіальна одиниця Великого князівства Литовського (до 1569) та Корони Польської Речі Посполитої. Існувало у 1566–1795 роках. Охоплювало більшу частину історичної Волині. Головне місто — Луцьк. Очолювали його волинські воєводи. Сеймик воєводства збирався у Луцьку. Мало представництво із трьох сенаторів у Сенаті Речі Посполитої. Складалося з трьох повітів. Станом на 1793 рік площа воєводства становила 38 323,80 км². Населення в 1790 році нараховувало 805 170 осіб.

## Назва
На картах також трапляється назва Верхня Волинь (лат. Volynia superior, фр. Haute Volhynie) або Ближня Волинь (лат. Volynia citerior).

## Історія

Мапа «Верхня Волинь, або Луцьке воєводство» Гійома Сансона 1665 року, створена на основі «Генеральної карти України» Гійома Левассера де Боплана 1648 року

Воєводство створене 1566 року у складі Великого князівства Литовського. Після Люблінської унії 1569 року відійшло до Корони Польської. Входження Волині до складу Польщі активізувало процеси польської колонізації цих земель і покатоличення місцевої шляхти.
Волинське воєводство було ареною активного національно-культурного руху і релігійної боротьби, що виразно проявилось у діяльності православних братств, Острозької академії, у відгомоні, який дістали тут повстання Косинського 1591—1593 років, повстання Наливайка 1594—1596 років, національна революція 1648—1676 під проводом Богдана Хмельницького, гайдамацький рух. Внаслідок Руїни землі Волині було спустошено, населення масово переселялося на схід, міста занепали.
Після другого поділу Польщі 1793 року і включення Волині до складу Російської імперії Волинське воєводство було ліквідовано, а його територія увійшла до Ізяславського намісництва, яке від 1795 року називалося Волинським намісництвом.

## Адміністративний устрій
Головним осідком воєводства був Луцьк. Воєводство складалося з трьох повітів:
- Володимирський повіт
- Кременецький повіт
- Луцький повіт

## Населення
За даними 1629 року, тут зафіксовано 2200 поселень (з них 114 міст та містечок), чисельність населення становило 650 тис. осіб. Близько 1000 міст і сіл належало князям Острозьким, решта — Вишневецьким, Заславським, Любомирським, Сангушкам. До складу воєводства входили у середині XVIII століття такі міста як Броди, Збараж.

## Уряди

### Воєводи
- Януш Острозький (від 1558)
- Олександр Чорторийський (від 1566)
- Андрій Вишневецький (від 1576)
- Олександр Острозький (від 1593)
- Януш Заславський (1604—1629)
- Адам Олександр Санґушко (1630—1653)
- Микола Юрій Чорторийський (від 1657)
- Михайло Юрій Чарторийський (від 1661)
- Миколай Єронім Сенявський (від 1679)
- Ян Станіслав Яблоновський (1693—1697)
- Ян Адам Стадніцький (до 1713)
- Атаназій Валентій Мьончиньський (25 серпня 1713—1723)
- Станіслав Лєдуховський (26 березня 1724—1726)
- Міхал Потоцький (від 1726)
- Северин Юзеф Жевуський (у 1751[4])
- Францішек Потоцький (1755)
- Юзеф Оссолінський (1757—1775)
- Ієронім Януш Санґушко (1775)

## Персоналії
- У 1470-х роках народився Михайло Василевич. Був писар литовський, староста мідницький, кревський, стоклішський[a], кормяловський[b] і упітський. Можливий переписувач старовинного Пересопницького Євангелія, на якому складають присягу президенти України.
- На початку XVI століття народився Дмитро Вишневецький «Байда» (р. н. невід. — 1563/1564, Стамбул) — українсько-литовський магнат на Волині, князь гербу Корибут з династії Гедиміновичів, козацький ватажок, гетьман. Урядник Польського Королівства (староста канівський і черкаський). Власник маєтків у містечку Вишнівець Крем'янецького повіту. Збудований ним замок на острові Мала Хортиця вважається прототипом Запорозької Січі.
- У 2-й половині XVI століття народилася у місті Луцьку Ганна Гойська або Анна (до шлюбу Козинська; пом. 1617) — руська шляхтичка, меценатка, фундаторка Почаївського монастиря, засновниця друкарні.
- Близько 1575 року народилася Галшка Гулевичівна (Єлизавета Василівна Гулевич, пом. у 1642, Луцьк, Волинь) — українська шляхтичка старовинного українського роду Гулевичів, меценатка, фундаторка Києво-Братського монастиря Київського Богоявленського братства та Київської братської школи, від якої веде історію Києво-Могилянська академія. Заповідала також гроші Луцькому Хресто-Воздвиженському братству. Опікувалась розвитком духовності та освіти.

## Артефакти
- 1580-ті роки Острозька Біблія — надрукована книга першого повного перекладу Біблії (як Новий Завіт так і Старий Завіт) церковнослов'янською мовою. Переклад здійснено гуртком учених при Острозькій школі та видано в Острозі 1580—1581 року заходами князя Костянтина Василя Острозького. Надрукована друкарем Іваном Федоровичем.